# Ганьон, Жан
Жан Ганьо́н (фр. Jean Gagnon; род. 22 октября 1970, Gagnon) — канадский кёрлингист.
Играет в основном на позициях первого.
Чемпион Канады среди мужчин (2006). В составе мужской сборной Канады серебряный призёр чемпионата мира 2006.

## Достижения
- Чемпионат мира по кёрлингу среди мужчин: серебро (2006).
- Чемпионат Канады по кёрлингу среди мужчин: золото (2006), бронза (2000).

## Команды
| Сезон                                          | Четвёртый        | Третий         | Второй            | Первый            | Запасной                                 | Турниры             |
| ---------------------------------------------- | ---------------- | -------------- | ----------------- | ----------------- | ---------------------------------------- | ------------------- |
| 1998—99                                        | Эрик Сильвен     | Максим Эльмале | Франсуа Роберж    | Жан Ганьон        |                                          |                     |
| 1999—00                                        | Эрик Сильвен     | Максим Эльмале | Франсуа Роберж    | Жан Ганьон        |                                          |                     |
| 1999—00                                        | Франсуа Роберж   | Максим Эльмале | Эрик Сильвен      | Жан Ганьон        | Мишель Сент-Онж                          | ЧК 2000             |
| 2000—01                                        | Франсуа Роберж   | Максим Эльмале | Эрик Сильвен      | Жан Ганьон        |                                          |                     |
| 2001—02                                        | Франсуа Роберж   | Максим Эльмале | Эрик Сильвен      | Жан Ганьон        | Жан-Мишель Менар тренер: Мишель Сент-Онж | ЧК 2002 (11 место)  |
| 2003—04                                        | Жан-Мишель Менар | Франсуа Роберж | Эрик Сильвен      | Максим Эльмале    | Жан Ганьон                               |                     |
| 2004—05                                        | Жан-Мишель Менар | Франсуа Роберж | Эрик Сильвен      | Максим Эльмале    | Жан Ганьон тренер: Мишель Сент-Онж       | ЧК 2005 (4 место)   |
| 2005—06                                        | Жан-Мишель Менар | Франсуа Роберж | Эрик Сильвен      | Максим Эльмале    | Жан Ганьон тренер: Мишель Сент-Онж       | ЧК 2006 · ЧМ 2006   |
| 2006—07                                        | Жан-Мишель Менар | Франсуа Роберж | Эрик Сильвен      | Максим Эльмале    | Жан Ганьон                               |                     |
| 2007—08                                        | Жан-Мишель Менар | Martin Crete   | Эрик Сильвен      | Жан Ганьон        | Philippe Menard тренер: Мишель Сент-Онж  | ЧК 2008 (7 место)   |
| 2008—09                                        | Жан-Мишель Менар | Martin Crete   | Эрик Сильвен      | Жан Ганьон        | Philippe Menard тренер: Мишель Сент-Онж  | ЧК 2009 (5 место)   |
| 2009—10                                        | Жан-Мишель Менар | Martin Crete   | Эрик Сильвен      | Жан Ганьон        | Jean-Sebastien Roy                       |                     |
| 2010—11                                        | Жан-Мишель Менар | Martin Crete   | Эрик Сильвен      | Жан Ганьон        |                                          |                     |
| 2016—17                                        | Martin Ferland   | Франсуа Роберж | Максим Эльмале    | Жан Ганьон        |                                          |                     |
| 2017—18                                        | Martin Ferland   | Франсуа Роберж | Максим Эльмале    | Жан Ганьон        |                                          |                     |
| 2019—20                                        | Steven Munroe    | Максим Эльмале | Philippe Brassard | Жан Ганьон        |                                          |                     |
| 2020—21                                        | Martin Ferland   | Эрик Сильвен   | Жан Ганьон        | Maurice Cayouette |                                          |                     |
| 2022—23                                        | Франсуа Роберж   | Максим Эльмале | Эрик Сильвен      | Жан Ганьон        |                                          | ЧКВ 2022 (7 место)  |
| Кёрлинг среди смешанных команд (mixed curling) |                  |                |                   |                   |                                          |                     |
| 2015—16                                        | Максим Эльмале   | Roxane Perron  | Жан Ганьон        | Sonia Delisle     |                                          | ЧКСК 2016 (6 место) |

(скипы выделены полужирным шрифтом)